# Records d'Irlande d'athlétisme

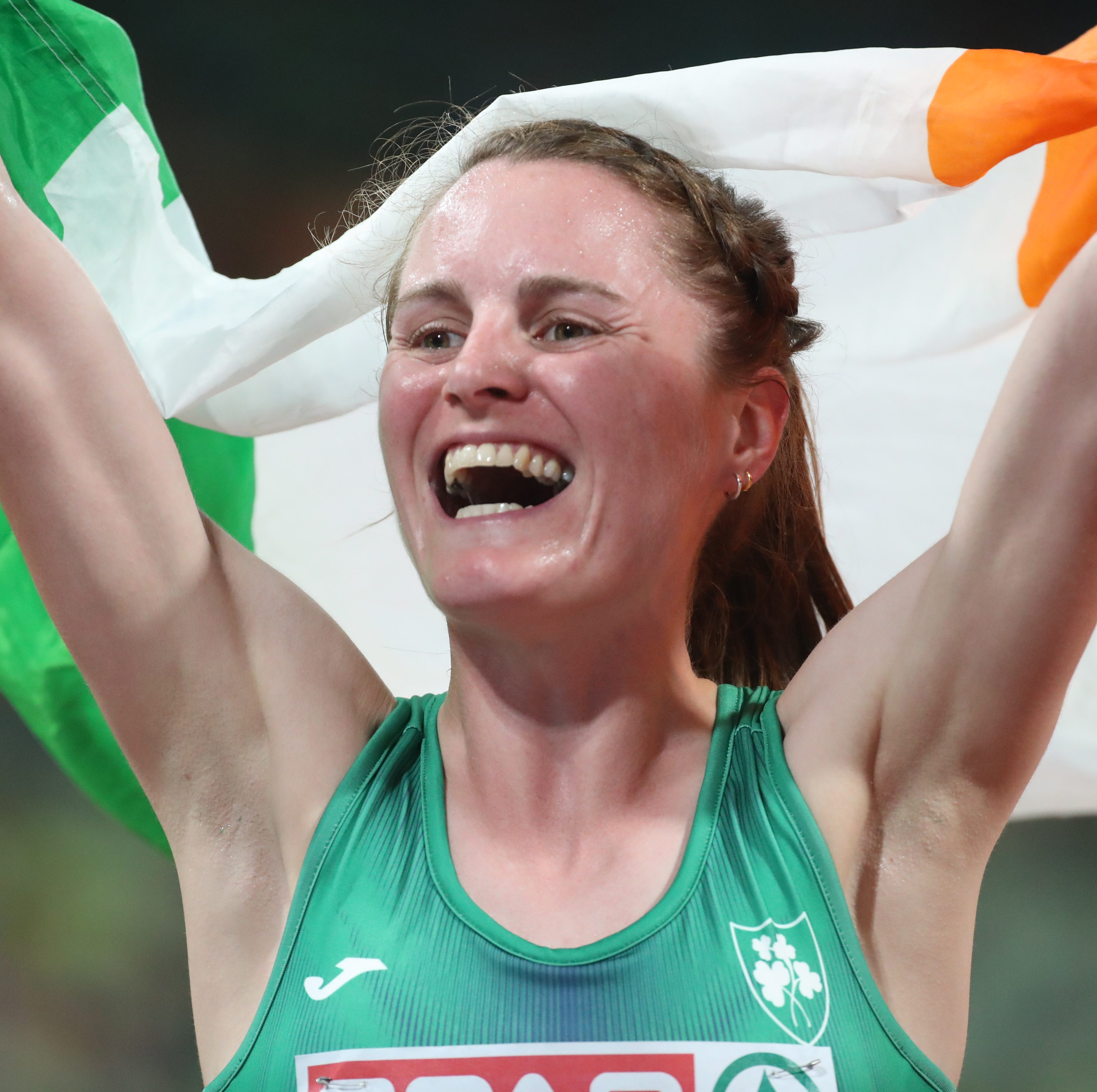
Ciara Mageean possède quatre records d'Irlande en plein air et un record en salle.

Les records d'Irlande d'athlétisme sont les meilleures performances réalisées par des athlètes irlandais et homologuées par l'Association d'athlétisme d'Irlande.

## Plein air

### Hommes
| Épreuve              | Record | Athlète                                                             | Date              | Compétition                                  | Lieu              | Réf.   |
| -------------------- | --- | ------------------------------------------------------------------- | ----------------- | -------------------------------------------- | ----------------- | ------ |
| 100 m                | 10 s 12 (+1,7 m/s) | Israel Olatunde                                                     | 18 août 2024      | Newham & Essex Beagles Open                  | Londres           | [ 1 ]  |
| 200 m                | 20 s 30 (+0,1 m/s) | Paul Hession                                                        | 21 juillet 2007   | Championnats d'Irlande                       | Dublin            | [ 2 ]  |
| 400 m                | 44 s 77 | David Gillick                                                       | 4 juillet 2009    | Meeting de Atletismo Madrid                  | Madrid            |        |
| 800 m                | 1 min 44 s 53 | Mark English                                                        | 21 juin 2024      | Meeting de Madrid                            | Madrid            | [ 3 ]  |
| 1 500 m              | 3 min 30 s 42 | Andrew Coscoran                                                     | 23 juillet 2023   | Mémorial Kamila Skolimowska                  | Chorzów           | [ 4 ]  |
| Mile                 | 3 min 49 s 77 | Ray Flynn                                                           | 7 juillet 1982    | Bislett Games                                | Oslo              |        |
| 3 000 m              | 7 min 30 s 36 | Mark Carroll                                                        | 4 août 1999       | Herculis                                     | Monaco            |        |
| 5 000 m              | 13 min 1 s 40 | Brian Fay                                                           | 15 juillet 2023   | Night of Athletics                           | Heusden-Zolder    | [ 5 ]  |
| 10 000 m             | 27 min 39 s 55 | Alistair Cragg                                                      | 29 avril 2007     | Payton Jordan Cardinal Invitational          | Palo Alto         | [ 6 ]  |
| 5 km (route)         | 13 min 35 s | Frank O'Mara                                                        | 14 avril 1991     |                                              | Carlsbad          |        |
| 10 km (route)        | 27 min 46 s | John Treacy                                                         | 2 mars 1985       |                                              | Phoenix           |        |
| Semi-marathon        | 1 h 0 min 51 s | Efrem Gidey                                                         | 15 septembre 2024 | Semi-marathon de Copenhague                  | Copenhague        | [ 8 ]  |
| Semi-marathon        | 1 h 0 min 51 s | Hiko Tonosa                                                         | 26 janvier 2025   | Semi-marathon de Séville                     | Séville           | [ 10 ] |
| Marathon             | 2 h 9 min 42 s | Hiko Tonosa                                                         | 27 octobre 2024   | Marathon de Dublin                           | Dublin            | [ 12 ] |
| 110 m haies          | 13 s 30 (+0,6 m/s) | Peter Coghlan                                                       | 7 août 1999       |                                              | Hechtel-Eksel     |        |
| 400 m haies          | 47 s 97 | Thomas Barr                                                         | 18 août 2016      | Jeux olympiques                              | Rio de Janeiro    | [ 13 ] |
| 3 000 m steeple      | 8 min 24 s 09 | Brendan Quinn                                                       | 30 août 1985      | Mémorial Van Damme                           | Bruxelles         |        |
| Saut en hauteur      | 2,30 m | Adrian O'Dwyer                                                      | 24 juin 2004      |                                              | Alger             |        |
| Saut à la perche     | 5,36 m | Brian McGovern                                                      | 23 mars 2013      | ASU Invitational                             | Tempe             | [ 14 ] |
| Saut en longueur     | 8,07 m A (+1,4 m/s) | Ciaran Mc Donagh                                                    | 21 août 2005      |                                              | La Chaux-de-Fonds |        |
| Triple saut          | 15,89 m | Colm Cronin                                                         | 26 juin 1977      | Coupe d'Europe des nations Tour préliminaire | Copenhague        | [ 15 ] |
| Lancer du poids      | 20,93 m | Eric Favors                                                         | 27 avril 2024     |                                              | Fleetwood         | [ 16 ] |
| Lancer du disque     | 67,89 m | Nick Sweeney                                                        | 4 septembre 1998  |                                              | Helsingborg       |        |
| Lancer du marteau    | 77,80 m | Declan Hegarty                                                      | 28 avril 1985     | Mt. SAC Relays                               | Walnut            |        |
| Lancer du javelot    | 82,75 m | Terry McHugh                                                        | 5 août 2000       | London Grand Prix                            | Londres           |        |
| Décathlon            | 7 882 pts | Carlos O'Connell                                                    | 4–5 juin 1988     |                                              | Emmitsburg        |        |
| Décathlon            | 10 s 89 (+1,9 m/s) (100 m), 7,50 m (+1,8 m/s) (longueur), 13,05 m (poids), 1,92 m (hauteur), 48 s 84 (400 m) / 14 s 59 (+3,8 m/s) (110 m haies), 41,70 m (disque), 4,40 m (perche), 54,96 m (javelot), 4 min 21 s 75 (1 500 m) |                                                                     |                   |                                              |                   |        |
| 20 km marche (route) | 1 h 19 min 22 s | Robert Heffernan                                                    | 10 mai 2008       | Coupe du monde de marche                     | Tcheboksary       | [ 17 ] |
| 50 km marche (route) | 3 h 37 min 54 s | Robert Heffernan                                                    | 11 août 2012      | Jeux olympiques                              | Londres           | [ 18 ] |
| 4 × 100 m            | 39 s 26 | Équipe nationale John McAdorey Gary Ryan Tom Comyns Paul Brizzel    | 29 septembre 2000 | Jeux olympiques                              | Sydney            |        |
| 4 × 400 m            | 3 min 1 s 26 | Équipe nationale Brian Gregan Brian Murphy Thomas Barr Mark English | 29 août 2015      | Championnats du monde                        | Pékin             | [ 19 ] |

### Femmes
| Épreuve              | Record | Athlète                                                                      | Date               | Compétition                         | Lieu               | Réf.   |
| -------------------- | --- | ---------------------------------------------------------------------------- | ------------------ | ----------------------------------- | ------------------ | ------ |
| 100 m                | 11 s 13 (+0,7 m/s) | Rhasidat Adeleke                                                             | 30 juin 2024       | Championnats d'Irlande              | Dublin             | [ 20 ] |
| 200 m                | 22 s 34 (+1,8 m/s) | Rhasidat Adeleke                                                             | 14 avril 2023      | Tom Jones Memorial                  | Gainesville        | [ 21 ] |
| 400 m                | 49 s 07 | Rhasidat Adeleke                                                             | 10 juin 2024       | Championnats d'Europe               | Rome               | [ 22 ] |
| 800 m                | 1 min 58 s 51 | Ciara Mageean                                                                | 25 mai 2024        | British Milers Club Grand Prix      | Manchester         | [ 23 ] |
| 1 000 m              | 2 min 31 s 06 | Ciara Mageean                                                                | 14 août 2020       | Meeting Herculis                    | Monaco             | [ 24 ] |
| 1 500 m              | 3 min 55 s 87 | Ciara Mageean                                                                | 8 septembre 2023   | Mémorial Van Damme                  | Bruxelles          | [ 25 ] |
| Mile                 | 4 min 14 s 58 | Ciara Mageean                                                                | 21 juillet 2023    | Meeting Herculis                    | Monaco             | [ 26 ] |
| 3 000 m              | 8 min 21 s 64 | Sonia O'Sullivan                                                             | 15 juillet 1994    |                                     | Londres            |        |
| 5 000 m              | 14 min 41 s 02 | Sonia O'Sullivan                                                             | 25 septembre 2000  | Jeux olympiques                     | Sydney             |        |
| 10 000 m             | 30 min 47 s 59 | Sonia O'Sullivan                                                             | 6 août 2002        | Championnats d'Europe               | Munich             |        |
| 5 km (route)         | 14 min 55 s 4 | Sonia O'Sullivan                                                             | 1 septembre 2002   |                                     | Londres            |        |
| 10 km (route)        | 30 min 59 s | Sonia O'Sullivan                                                             | 21 mai 2000        |                                     | Milan              |        |
| Semi-marathon        | 1 h 9 min 0 s | Catherina McKiernan                                                          | 22 août 1997       |                                     | Glasgow            |        |
| Marathon             | 2 h 22 min 23 s | Catherina McKiernan                                                          | 1er novembre 1998  | Marathon d'Amsterdam                | Amsterdam          |        |
| 100 m haies          | 12 s 62 (+0,5 m/s) | Sarah Lavin                                                                  | 23 août 2023       | Championnats du monde               | Budapest           | [ 27 ] |
| 400 m haies          | 54 s 31 | Susan Smith                                                                  | 12 août 1998       | Weltklasse Zürich                   | Zurich             |        |
| 3 000 m steeple      | 9 min 28 s 29 | Roisin McGettigan                                                            | 28 juillet 2007    | KBC Night of Athletics              | Heusden            |        |
| Saut en hauteur      | 1,95 m | Deirdre Ryan                                                                 | 1er septembre 2011 | Championnats du monde               | Daegu              | [ 28 ] |
| Saut à la perche     | 4,60 m | Tori Pena                                                                    | 6 juin 2013        |                                     | Chula Vista        |        |
| Saut en longueur     | 6,68 m (+1,9 m/s) | Elizabeth Ndudi                                                              | 13 avril 2024      | Mémorial Gary Wieneke               | Champaign          | [ 29 ] |
| Triple saut          | 13,62 m (+0,9 m/s) | Taneisha Scanlon-Robinson                                                    | 7 juin 2005        |                                     | Bratislava         |        |
| Lancer du poids      | 16,99 m | Marita Walton                                                                | 2 avril 1983       | Payton Jordan Cardinal Invitational | Palo Alto          |        |
| Lancer du disque     | 57,60 m | Patricia Walsh                                                               | 7 juillet 1984     | Championnats d'Irlande              | Dublin             | [ 2 ]  |
| Lancer du marteau    | 73,21 m | Eileen O'Keeffe                                                              | 21 juillet 2007    | Championnats d'Irlande              | Dublin             |        |
| Lancer du javelot    | 54,92 | Anita Fitzgibbon                                                             | 27 juillet 2013    | Championnats d'Irlande              | Dublin             | [ 30 ] |
| Heptathlon           | 6 297 pts | Kate O'Connor                                                                | 25 avril 2021      | Multistars                          | Florence           | [ 31 ] |
| Heptathlon           | 13 s 94 (-1,0 m/s) (100 m haies), 1,80 m (hauteur), 14,23 m (poids), 24 s 94 (-1,2 m/s) (200 m) / 5,84 m (+13 m/s) (longueur), 51,61 m (javelot), 2 min 11 s 76 (800 m) |                                                                              |                    |                                     |                    |        |
| 20 km marche (route) | 1 h 27 min 22 s | Gillian O'Sullivan                                                           | 1er mai 2003       |                                     | Sesto San Giovanni |        |
| 4 × 100 m            | 43 s 80 | Équipe nationale Joan Healy Phil Healy Ciara Neville Gina Akpe-Moses         | 12 août 2018       | Championnats d'Europe               | Berlin             | [ 32 ] |
| 4 × 400 m            | 3 min 19 s 90 | Équipe nationale Sophie Becker Rhasidat Adeleke Phil Healy Sharlene Mawdsley | 10 août 2024       | Jeux olympiques                     | Saint-Denis        | [ 33 ] |

### Mixte
| Discipline | Performance  | Athlète                                                              | Date        | Compétition           | Lieu | Réf.   |
| ---------- | ------------ | -------------------------------------------------------------------- | ----------- | --------------------- | ---- | ------ |
| 4 x 400 m  | 3 min 9 s 92 | Christopher O'Donnell Rhasidat Adeleke Thomas Barr Sharlene Mawdsley | 7 juin 2024 | Championnats d'Europe | Rome | [ 34 ] |

## Salle

### Hommes
| Discipline       | Performance    | Athlète                                         | Compétition                                                 | Lieu               | Date                        | Réf.   |
| ---------------- | -------------- | ----------------------------------------------- | ----------------------------------------------------------- | ------------------ | --------------------------- | ------ |
| 60 m             | 6 s 57         | Israel Olatunde                                 | Championnats d'Irlande en salle                             | Dublin             | 19 février 2023             | [ 35 ] |
| 200 m            | 20 s 64        | Mark Smyth                                      |                                                             | Dublin             | 11 mars 2023                |        |
| 400 m            | 45 s 52        | David Gillick                                   | Championnats d'Europe en salle Birmingham Indoor Grand Prix | Birmingham         | 3 mars 2007 20 février 2010 |        |
| 800 m            | 1 min 46 s 10  | Mark English                                    | Indoor Micro Meet                                           | Dublin             | 20 février 2021             | [ 36 ] |
| 1 500 m          | 3 min 33 s 49  | Andrew Coscoran                                 |                                                             | Birmingham         | 25 février 2023             |        |
| 3 000 m          | 7 min 38 s 59  | Alistair Cragg                                  | Razorback-Tyson Invitational                                | Fayetteville       | 14 février 2004             |        |
| 5 000 m          | 13 min 16 s 77 | Brian Fay                                       |                                                             | Boston             | 3 décembre 2022             |        |
| 60 m haies       | 7 s 57         | Peter Coghlan                                   |                                                             | Blacksburg         | 26 février 1999             |        |
| Saut en hauteur  | 2,28 m         | Brendan Reilly Adrian O'Dwyer                   |                                                             | Reykjavík Budapest | 5 mars 2000 24 février 2004 |        |
| Saut à la perche | 5,31 m         | Sean Roth                                       | Armory Collegiate Challenge                                 | Blacksburg         | 6 février 2021              |        |
| Saut en longueur | 8,00 m         | Ciaran McDonagh                                 |                                                             | Blacksburg         | 14 janvier 2006             |        |
| Triple saut      | 16,27 m        | Colm Cronin                                     |                                                             | Detroit            | 10 mars 1978                |        |
| Lancer du poids  | 20,16 m        | Eric Favors                                     |                                                             | Rochlitz           | 5 février 2023              |        |
| Heptathlon       | 5 560 points   | Joseph Naughton                                 |                                                             | Tallinn            | 2-3 février 2002            |        |
| 4 × 400 m        | 3 min 08 s 83  | Rob Daly Gary Ryan David Gillick David McCarthy | Championnats du monde en salle                              | Budapest           | 7 mars 2004                 |        |

### Femmes
| Discipline       | Performance    | Athlète                                                    | Compétition                                        | Lieu         | Date            | Réf.   |
| ---------------- | -------------- | ---------------------------------------------------------- | -------------------------------------------------- | ------------ | --------------- | ------ |
| 60 m             | 7 s 15 A       | Rhasidat Adeleke                                           | Dr. Martin Luther King Jr. Collegiate Invitational | Albuquerque  | 20 janvier 2024 | [ 37 ] |
| 200 m            | 22 s 49 A      | Rhasidat Adeleke                                           | Dr. Martin Luther King Jr. Collegiate Invitational | Albuquerque  | 20 janvier 2024 |        |
| 400 m            | 50 s 33        | Rhasidat Adeleke                                           | Championnats Big 12 en salle                       | Lubbock      | 25 février 2023 |        |
| 800 m            | 2 min 00 s 58  | Siofra Cléirigh Büttner                                    |                                                    | Fayetteville | 21 février 2021 |        |
| 1 500 m          | 4 min 3 s 83   | Sarah Healy                                                | Meeting Hauts-de-France Pas-de-Calais              | Liévin       | 10 février 2024 |        |
| 3 000 m          | 8 min 30 s 79  | Sarah Healy                                                | Millrose Games                                     | New York     | 8 février 2025  |        |
| 5 000 mètres     | 15 min 17 s 28 | Sonia O'Sullivan                                           |                                                    | Boston       | 26 janvier 1991 |        |
| 60 m haies       | 7 s 84         | Derval O'Rourke                                            | Championnats du monde en salle                     | Moscou       | 11 mars 2006    |        |
| Saut en hauteur  | 1,93 m         | Deirdre Ryan                                               |                                                    | Leverkusen   | 18 janvier 2009 |        |
| Saut à la perche | 4,45 m         | Tori Pena                                                  |                                                    | Reno         | 20 janvier 2012 |        |
| Saut en longueur | 6,59 m         | Kelly Proper                                               | Championnats d'Europe en salle                     | Turin        | 6 mars 2009     |        |
| Triple saut      | 13,28 m        | Taneisha Scanlon                                           |                                                    | Sheffield    | 12 février 2005 |        |
| Lancer du poids  | 17,06 m        | Marita Walton                                              |                                                    | New York     | 26 février 1982 |        |
| Pentathlon       | 4 683 points   | Kate O'Connor                                              |                                                    | Tallinn      | 2 février 2025  |        |
| 4 × 400 m        | 3 min 28 s 45  | Phil Healy Sophie Becker Roisin Harrison Sharlene Mawdsley | Championnats du monde en salle                     | Glasgow      | 3 mars 2024     | [ 38 ] |